# Hrabstwo Ashley

Piramida wieku hrabstwa

Hrabstwo Ashley – hrabstwo w USA, w stanie Arkansas.  Hrabstwo należy do nielicznych hrabstw w Stanach Zjednoczonych należących do tzw. dry county, czyli hrabstw gdzie decyzją lokalnych władz obowiązuje całkowita prohibicja.

## Miejscowości
- Crossett
- Fountain Hill
- Hamburg
- Montrose
- Parkdale
- Portland
- Wilmot

## CDP
- North Crossett
- West Crossett